# Línea 5 (EMT Madrid)
La línea 5 de la EMT de Madrid une Sol / Sevilla con la estación de Chamartín, atravesando el corazón de los distritos de Chamberí y Tetuán.

## Características

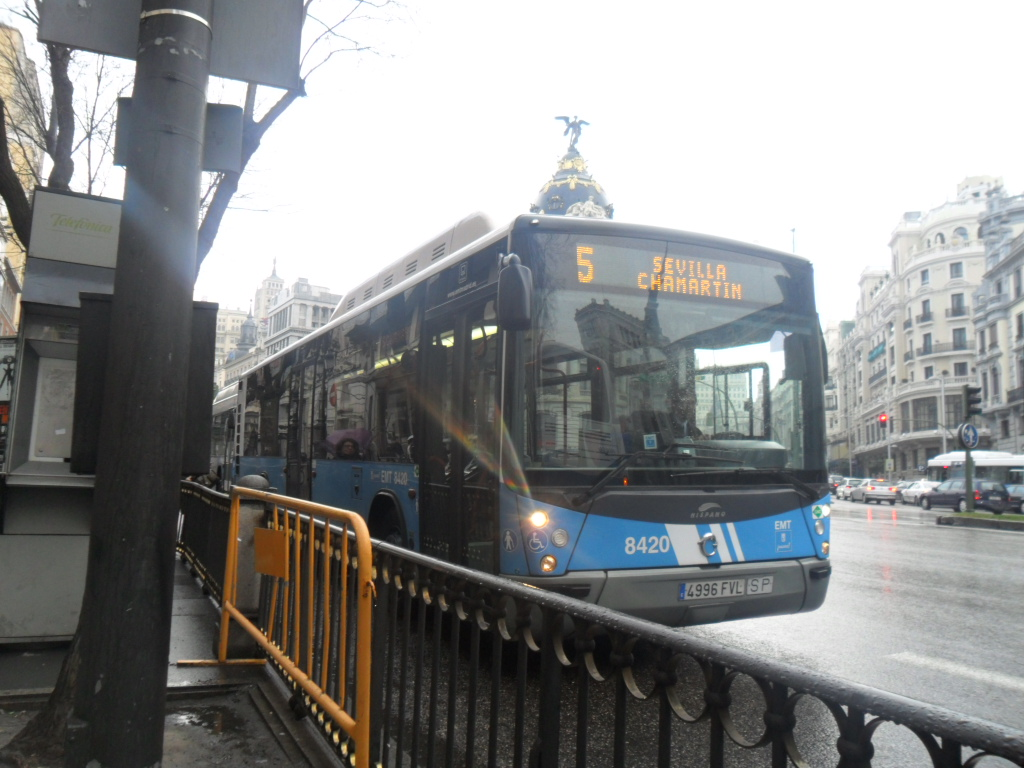
Autobús prestando servicio en la línea, 2011

La primera línea 5 de autobús unía la Puerta del Sol con Raimundo Fernández Villaverde atravesando el corazón de los barrios del sur del distrito de Chamberí (especialmente Ríos Rosas). Con el paso del tiempo se amplió a la Plaza de Castilla por el corazón de los barrios situados al este del distrito de Tetuán y finalmente hasta la estación de Chamartín.
Hasta 2006, la cabecera central estaba en las dársenas de la Puerta del Sol, pero con motivo de las obras para la construcción de la estación de cercanías, la cabecera de la línea se ha reubicado en la calle de Alcalá, y posteriormente en la calle Cedaceros. Por otro lado, con motivo de las obras llevadas a cabo en la Plaza de Castilla, se modificó su trazado de vuelta desde la estación de Chamartín circulando por las mismas calles que de ida.
El 26 de mayo de 2014, cambia el nombre de la cabecera de Sol por "Sol-Sevilla".

### Frecuencias
| Lunes a viernes laborables |               |
| De 7:00 a 8:00             | 13-18 minutos |
| De 8:00 a 20:00            | 10-14 minutos |
| De 20:00 a 23:00           | 11-21 minutos |
| Sábados laborables         |               |
| De 7:00 a 10:00            | 17-21 minutos |
| De 10:00 a 22:00           | 15-19 minutos |
| De 22:00 a 23:00           | 15-21 minutos |
| Domingos y festivos        |               |
| De 7:00 a 10:00            | 23-33 minutos |
| De 10:00 a 23:00           | 16-24 minutos |

## Recorrido y paradas

### Sentido Estación de Chamartín
La línea inicia su recorrido en la calle Cedaceros, por la que circula hasta salir a la calle de Alcalá.
Por la calle de Alcalá baja hasta la Plaza de Cibeles, donde gira a la izquierda para incorporarse al Paseo de Recoletos, que recorre en su totalidad continuando tras la Plaza de Colón por el Paseo de la Castellana hasta llegar a la Glorieta de Emilio Castelar.
En esta glorieta gira a la izquierda para subir por el Paseo del General Martínez Campos, que recorre en su totalidad hasta girar a la derecha por la calle Alonso Cano, que también recorre entera siguiendo por la calle de Edgar Neville, ya en el distrito de Tetuán, su prolongación natural, hasta el final de la misma.
En este punto la línea gira a la derecha por la Avenida del General Perón para girar poco después a la izquierda por la calle de Julián Besteiro, que recorre hasta la intersección con la calle San Germán, donde gira de nuevo a la izquierda para reincorporarse al Paseo de la Castellana al final de esta calle.
Desde el Paseo de la Castellana, llega a la Plaza de Castilla, saliendo de la misma por la calle de Mateo Inurria, girando enseguida a la izquierda por la calle Enrique Larreta. Esta calle la recorre entera hasta incorporarse a la calle Agustín de Foxá, que da acceso a la estación de Chamartín, donde tiene su cabecera.
| Código | Parada                              | Común con              | Conexiones con Metro y Cercanías | Otros |
| ------ | ----------------------------------- | ---------------------- | -------------------------------- | ----- |
| 5907   | SOL-SEVILLA (C/ Cedaceros, 1)       | 150                    | Sevilla                          |       |
| 5239   | Círculo de Bellas Artes             | 15 20 51 53 150        |                                  |       |
| 72     | Cibeles-Casa de América             | 14 27 37 45 53 150 C03 | Banco de España                  |       |
| 65     | Biblioteca Nacional                 | 14 27 45 53 150 C03    | Recoletos                        |       |
| 66     | Colón                               | 14 27 45 150           | Colón                            |       |
| 62     | Castellana-Ministerio del Interior  | 14 27 45 150           |                                  |       |
| 60     | Castellana-Rubén Darío              | 14 27 45 150           | Rubén Darío                      |       |
| 530    | Emilio Castelar                     | 16 61                  |                                  |       |
| 1893   | Museo Sorolla                       | 16 61                  |                                  |       |
| 528    | Martínez Campos                     | 16 61                  |                                  |       |
| 1895   | Iglesia-Alonso Cano                 | 16 61                  | Iglesia                          |       |
| 1896   | Metro Alonso Cano                   |                        | Alonso Cano                      |       |
| 1898   | Alonso Cano-Ríos Rosas              |                        | Ríos Rosas                       |       |
| 1900   | Alonso Cano-María de Guzmán         |                        |                                  |       |
| 1902   | Alonso Cano-Fernández Villaverde    |                        |                                  |       |
| 3380   | Hernani                             | 149                    |                                  |       |
| 1904   | Basílica                            | 149                    |                                  |       |
| 1906   | Edgar Neville                       | 149                    |                                  |       |
| 1909   | Julián Besteiro-Fortunata y Jacinta |                        |                                  |       |
| 1910   | Julián Besteiro-San Germán          |                        |                                  |       |
| 1912   | Joan Maragall-San Germán            | 126                    |                                  |       |
| 5372   | Castellana-Profesor Waksman         |                        |                                  |       |
| 35     | Cuzco                               | 27 147                 | Cuzco                            |       |
| 33     | Castellana-Rosario Pino             | 27 147                 |                                  |       |
| 29     | Juzgados Plaza Castilla             | 27 147                 |                                  |       |
| 30     | Plaza Castilla                      | 70 107 129 SE833       | Plaza de Castilla                |       |
| 1914   | Enrique Larreta                     |                        |                                  |       |
| 1915   | Agustín de Foxá                     |                        |                                  |       |
| 1917   | CHAMARTÍN (Estación)                | 154 815                | Chamartín                        |       |

### Sentido Sol / Sevilla
La línea inicia su recorrido en la estación de Chamartín saliendo de la misma por la calle Agustín de Foxá. Llegando al final del tramo no peatonal de la misma gira a la izquierda por la calle Enrique Larreta, que recorre en su totalidad hasta salir a la calle Mateo Inurria, por la que llega a la Plaza de Castilla.
Desde la Plaza de Castilla toma el Paseo de la Castellana hacia el sur, por el que circula hasta llegar a la intersección con la calle del General Yagüe, por la que gira, para poco después girar a la izquierda para incorporarse a la calle Orense, que recorre hasta el final, incorporándose entonces a la calle Modesto Lafuente, ya en el distrito de Chamberí.
Dentro de este distrito circula por la calle Modesto Lafuente en su totalidad y al final gira a la izquierda por el Paseo del General Martínez Campos, que recorre hasta llegar a la glorieta de Emilio Castelar.
Desde dicha glorieta se incorpora al Paseo de la Castellana de nuevo, el cual recorre en dirección sur hasta llegar a la Plaza de Colón, siguiendo por el Paseo de Recoletos hasta la Plaza de Cibeles, donde gira a la derecha y sube por la calle de Alcalá para después seguir por la calles Sevilla y Carrera de San Jerónimo, hasta su cabecera en la calle Cedaceros.
| Código | Parada                             | Común con              | Conexiones con Metro y Cercanías | Otros |
| ------ | ---------------------------------- | ---------------------- | -------------------------------- | ----- |
| 1917   | CHAMARTÍN (Estación)               | 154 815                | Chamartín                        |       |
| 1916   | Agustín de Foxá                    |                        |                                  |       |
| 4194   | Enrique Larreta                    | 66                     |                                  |       |
| 31     | Plaza Castilla                     | 66 70 107 129 174      | Plaza de Castilla                |       |
| 28     | Juzgados Plaza Castilla            | 27 147                 |                                  |       |
| 32     | Castellana-Rosario Pino            | 27 147                 |                                  |       |
| 34     | Cuzco                              | 27 40 147              | Cuzco                            |       |
| 36     | Castellana-San Germán              | 27 40 147              |                                  |       |
| 1913   | Joan Maragall-San Germán           | 126                    |                                  |       |
| 1911   | Orense-San Germán                  | 149                    |                                  |       |
| 1908   | Palacio de Congresos               | 149                    |                                  |       |
| 1907   | Orense-General Perón               | 149                    |                                  |       |
| 1905   | Basílica                           | 149                    |                                  |       |
| 1903   | Nuevos Ministerios                 | 149                    | Nuevos Ministerios               |       |
| 1901   | Modesto Lafuente-María de Guzmán   |                        |                                  |       |
| 1899   | Modesto Lafuente-Ríos Rosas        |                        |                                  |       |
| 1897   | Modesto Lafuente-José Abascal      |                        | Alonso Cano                      |       |
| 527    | Martínez Campos                    | 16 61                  |                                  |       |
| 1894   | Museo Sorolla                      | 16 61                  |                                  |       |
| 57     | Emilio Castelar                    | 14 27 45 150           |                                  |       |
| 59     | Castellana-Rubén Darío             | 14 27 45 150           | Rubén Darío                      |       |
| 61     | Castellana-Ministerio del Interior | 14 27 45 150           |                                  |       |
| 63     | Colón                              | 14 27 45 150           | Colón                            |       |
| 5626   | Biblioteca Nacional                | 14 27 45 53 150        |                                  |       |
| 68     | Recoletos                          | 14 27 37 45 53 150 C03 | Recoletos                        |       |
| 73     | Cibeles                            | 14 27 37 45 150 C03    | Banco de España                  |       |
| 3689   | Sevilla (solo descenso)            | 15 20 53 150 002       | Sevilla                          |       |
| 5907   | SOL-SEVILLA (C/ Cedaceros, 1)      | 150                    | Sevilla                          |       |

## Galería de imágenes

Mapa zonal de la estación de Iglesia con los accesos al Metro y los recorridos de los autobuses de la EMT que pasan por ella, entre los que se encuentra la línea 5.
Mapa zonal de la estación de Alonso Cano con los accesos al Metro y los recorridos de los autobuses de la EMT que pasan por ella, entre los que se encuentra la línea 5.